# オリンピアン・ハイアワサ
オリンピアン・ハイアワサ(Olympian Hiawatha)は、15.16列車として1947年から1961年までミルウォーキー鉄道（Chicago, Milwaukee, St. Paul and Pacific Railroad、略称CMSP&P RR）により運行された大陸横断の代表的な旅客列車。

## 概要
重鋼製客車によるオリンピアン(Olympian)に変わり、流線型のオリンピアン･ハイアワサ(Olympian Hiawatha)は1947年に登場した。ルートはイリノイ州シカゴ(Chicago, Illinois)から北西部のワシントン州シアトル・タコマ(Seattle・Tacoma, Washington)へとミルウォーキー鉄道の本線を横断した。列車は、インダストリアルデザイナのブルックス・スティーブンスによって設計されてスカイトップ・ラウンジ車(寝台・展望車)を含んでいた。さらに 1952年には、全室展望車のスーパードーム(Super Dome)を導入した。

## 前身としての重鋼製客車によるオリンピアン(Olympian)

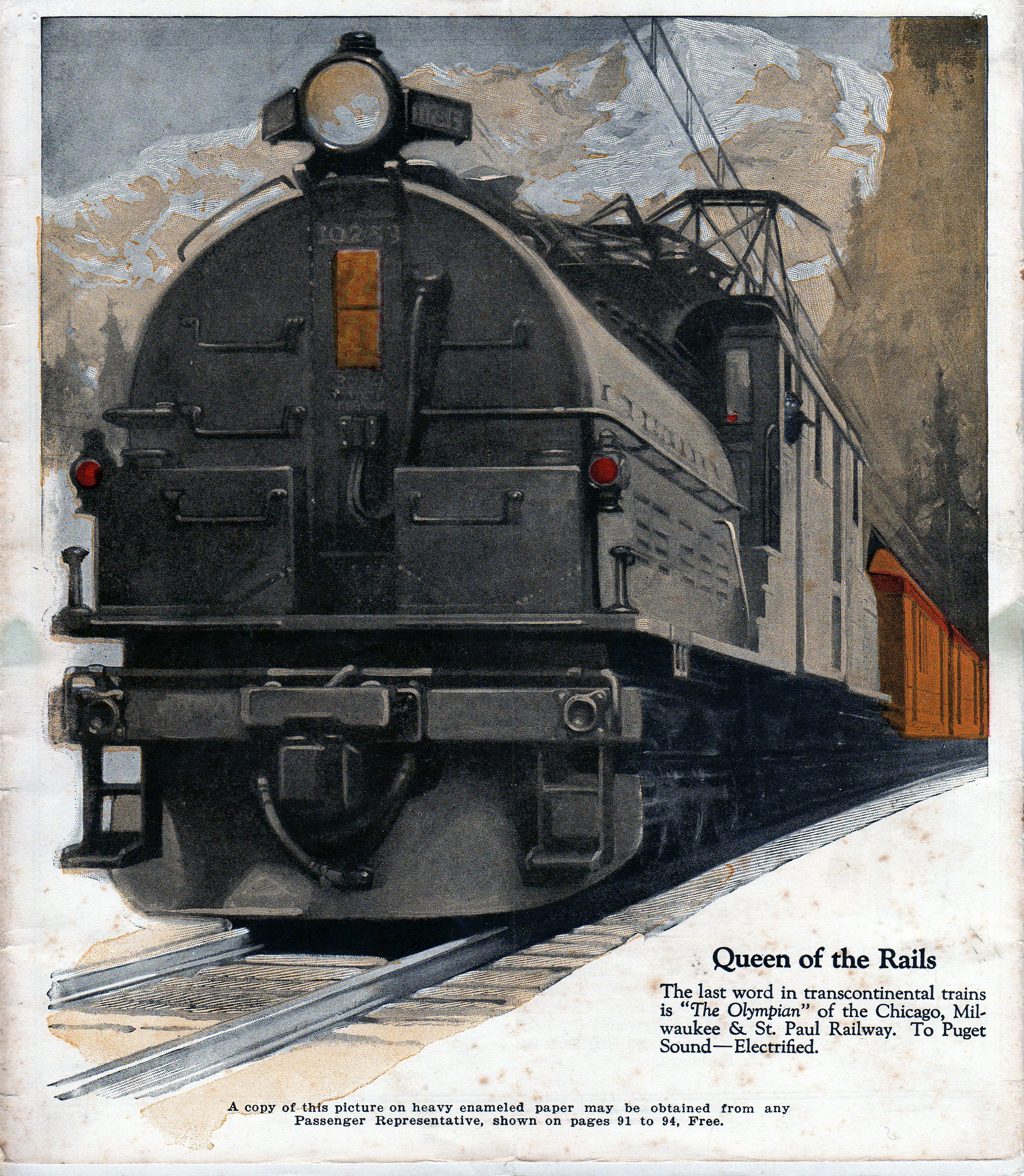
電化区間を行くオリンピアン(Olympian)。1925年の時刻表より

ミルウォーキー鉄道は1909年、サウスダコタ州(South Dakota)からシアトル・タコマまでの2300マイルの本線を完成してピュージェット湾(Puget Sound)に達し、北米大陸最後の大陸横断鉄道となった。ミルウォーキー鉄道ではシカゴ・ミルウォーキー・セントポール・シアトル・タコマ間の本線旅客サービスのために、オリンピアン(Olympian)とコロンビアン(Columbian)の二本の列車を用意し1911年5月28日から運行を開始した。
ミルウォーキー鉄道ではロッキー山脈(Rocky Mountains)の豊富な雪解け水を発電に利用することに着目し、1915年11月30日からモンタナ州スリーフォルクス(Three Forks ,Montana)からディアロッジ(Deer Lodge)まで112マイルで電気運転を開始し、翌年更にハロゥトン(Harlowton,Montana)からアイダホ州エーブリー(Avery,Idaho)まで電化が拡大され空調完備で、蒸気機関車による煤煙から開放された快適な旅行は、大いに広告に利用された。
1910年代から1920年代にかけてモンタナ州・アイダホ州(Idaho)、ワシントン州のカスケード山脈(Cascade Range)の電化区間を拡大した結果、それは合計649マイルとなり、特にハロゥトン(Harlowton)とアイダホ州エーブリー(Avery)間の440マイルは世界一長い連続した電化区間となった。蒸気機関車による煤煙から開放された以外に電化でより速く、より効率的に旅客と貨物を輸送した。
また、ミルウォーキー鉄道では旅客誘致のため、鉄道会社としては初めてのホテル(Gallatin Gateway Inn)をイエローストーン国立公園(Yellowstone National Park)に建設した。しかし1930年代の世界恐慌により旅客は激減しコロンビアン(Columbian)はオリンピアン(Olympian)に統合され、廃止された(戦後、1947年-1955年にかけ再開)。

## 流線型のオリンピアン・ハイアワサ(Olympian Hiawatha)

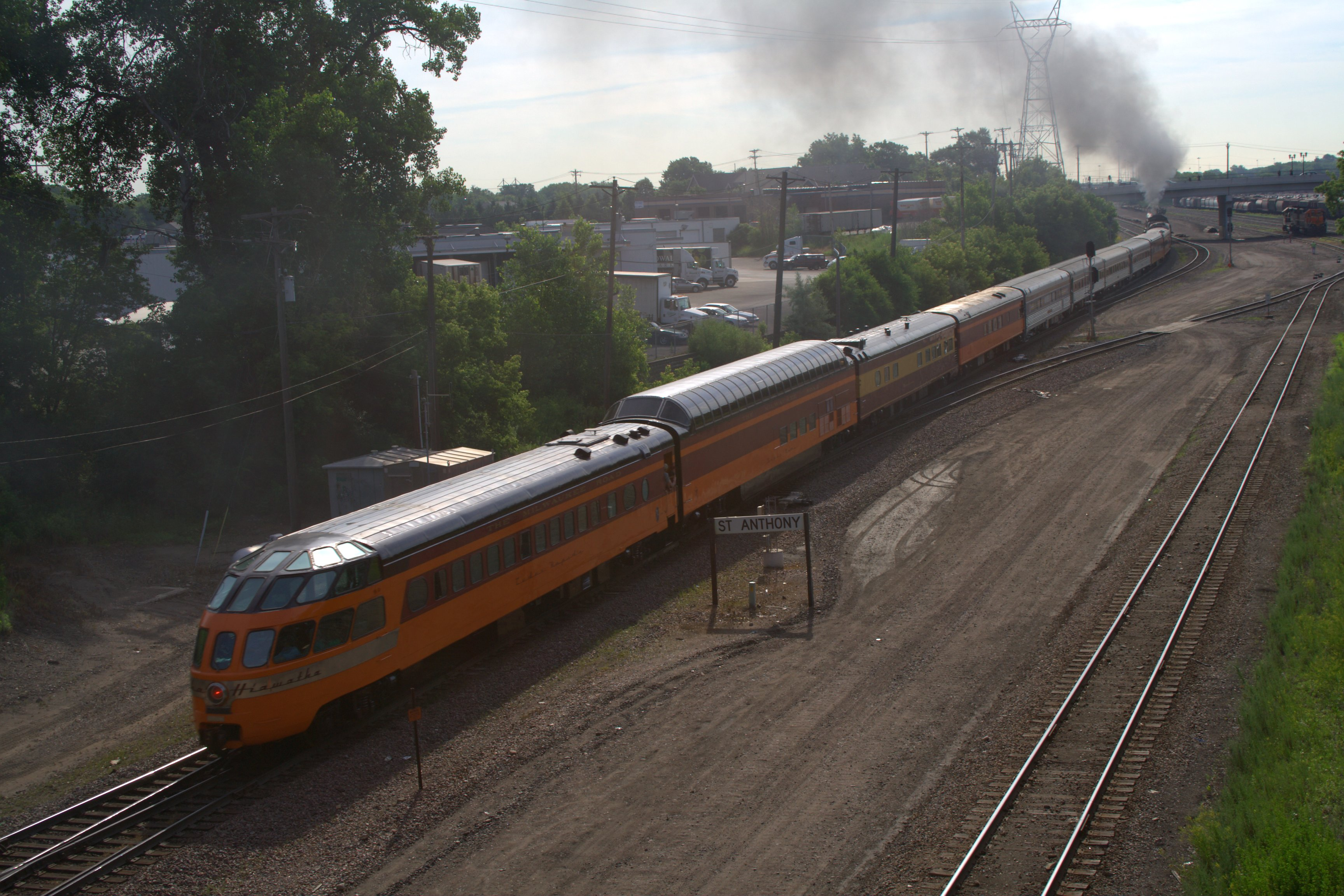
オリンピアン・ハイアワサに用いられていたスカイトップ・ラウンジ車（保存車両）

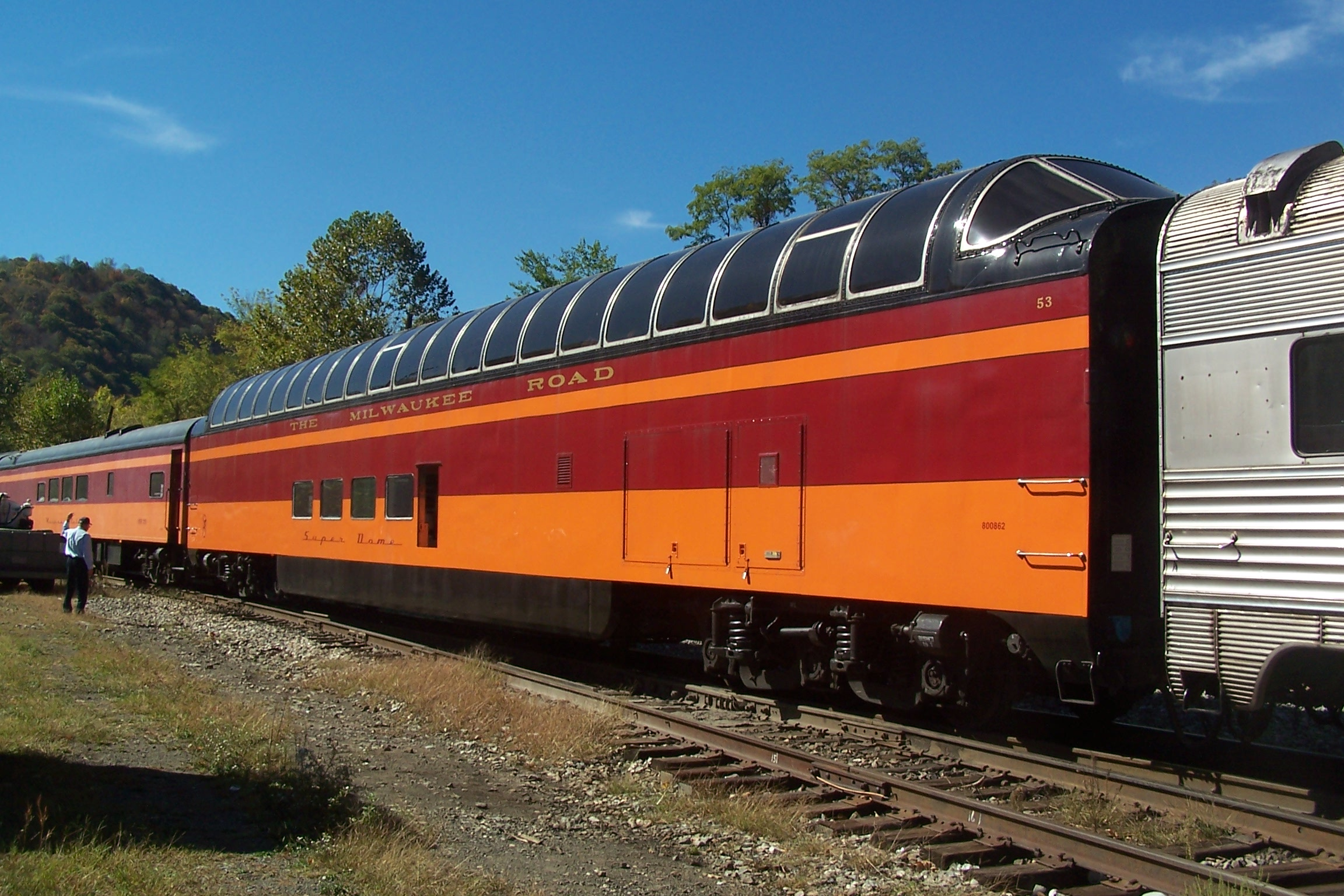
スーパードーム（保存車両）

シカゴ(Chicago)とシアトル(Seattle)を結ぶ、ミルウォーキー鉄道(CMSP&P RR）、グレート・ノーザン鉄道(Great Northern Railway)、ノーザン・パシフィック鉄道(Northern Pacific Railway)は第二次大戦後も暫くプルマン寝台車を主体とした重鋼製客車による旅客サービスにより、同区間を50～60時間で結んでいたが、1947年6月29日には、それまでの重鋼製客車により編成されたオリンピアン(Olympian)に変わり、流線型のオリンピアン・ハイアワサ(Olympian Hiawatha)が登場し、シカゴ・シアトル間を43時間30分で結んだ。
ミルウォーキー鉄道特有のスカイトップ・ラウンジ車(寝台・展望車)や全室展望車のスーパードーム(Super Dome)を連結して人気を得たが、1955年以降はミルウォーキー鉄道のシカゴ - オマハ間の路線をユニオン・パシフィック鉄道(Union Pacific Railroad)の大陸横断列車が使用、またほぼ平行して走るノーザン・パシフック鉄道(Northern Pacific Railway)の大陸横断列車ノースコーストリミテッド(North Coast Limited)や航空機・長距離バスとの競争に敗れ同社単独の大陸横断列車であるオリンピアン・ハイアワサ(Olympian Hiawatha)は1961年5月22日に運行停止となった。
その後も15.16列車はミネアポリス(Minneapolis)以西の区間列車として存続したが、それも最終的に1969年には運行停止となった。

### 1951年10月5日の編成（シカゴ発タコマ行き・シアトル到着時）
| 使用車両   | 車両愛称・形式      | 車種                                                                  |
| ---------- | ------------------- | --------------------------------------------------------------------- |
| E3         | EP2旅客用電気機関車 | 電気機関車                                                            |
| CMSt&P1314 |                     | バゲージ・ドミトリー（荷物・乗務員車）                                |
| CMSt&P514  |                     | コーチ（座席）                                                        |
| CMSt&P515  |                     | コーチ                                                                |
| CMSt&P534  |                     | コーチ                                                                |
| CMSt&P166  |                     | カフェ・ラウンジ                                                      |
| CMSt&P5754 | Mt.TACOMA           | ツアーラックス寝台車（14セクション）                                  |
| CMSt&P5744 | Mt.RAINIER          | ツアーラックス寝台車（14セクション）                                  |
| CMSt&P119  |                     | ダイニング                                                            |
| CMSt&P11   | LAKE CRESCENT       | 寝台車（10ルーメット・6ダブルベッドルーム）                           |
| CMSt&P17   | MARBLE CREEK        | 寝台・スカイトップ展望車（8ダブルベッドルーム・スカイトップラウンジ） |

## アムトラックによるノースコースト・ハイアワサ(North Coast Hiawatha)
1971年の全米鉄道旅客輸送公社・アムトラック(National Railroad Passenger Corporation)の発足により、ミルウォーキー鉄道、ノーザン・パシフィック鉄道の路線を経由して週3往復シカゴ・シアトル間にノースコースト・ハイアワサ(North Coast Hiawatha)が1979年まで運行された。

### 英語
- Brooks Stevens designs for the Olympian Hiawatha at the IDE Virtual Design web site
- Coffee Creek Skytop Observation Car Restoration
- Tour of the Olympian Hiawatha - ウェイバックマシン（2001年11月19日アーカイブ分）
- Milwaukee Road Online

### 日本語
- オリンピアン・ハイアワサ スカイトップラウンジ車両パノラマビューのリビングCG（住宅デザイン.com）
- Milwaukee Road In Kittitas County（動画）